# Virginia Woolfová

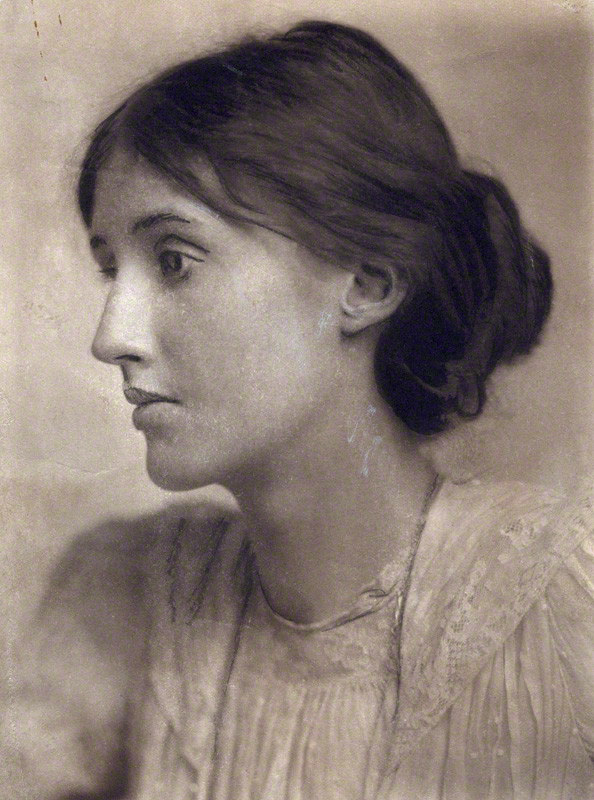
Virginia Woolfová na fotografii George Charlese Beresforda

Virginia Woolfová (rozená Adeline Virginia Stephen; 25. ledna 1882, Londýn – 28. března 1941, Lewes) byla významná anglická spisovatelka, literární kritička, esejistka, vydavatelka, filozofka a feministka. Zároveň byla členkou Bloomsbury Group, což byla skupina avantgardních umělců a intelektuálů. Některá z jejích děl jsou součástí výuky o modernismu.

## Život
Adeline Virginia Stephen (Stephenová) se narodila v Londýně a byla vychovaná spolu s několika vlastními sourozenci i sourozenci z prvního matčina manželství v typické viktoriánské rodině na adrese 22 Hyde Park Gate. Jejím kmotrem byl James Russell Lowell, americký básník a diplomat, který byl přítelem jejího otce.
Již v mládí měla psychické problémy, částečně kvůli incestnímu obtěžování od svého bratra Geralda. Jelikož v tehdejší době bylo zakázáno mluvit o jakémkoliv sexuálním tématu, Virginia mlčela o svém traumatu a začala nenávidět svou fyzickou existenci a své tělo. Po matčině smrti roku 1895 se vztahy v rodině napjaly především emocionálně. Další nevlastní bratr George ji několik let psychicky tyranizoval a navíc i sexuálně zneužíval. Virginia navzdory své mlčenlivosti vše psala do deníků, které si vedla už od dětství. V roce 1904 zemřel na rakovinu i její otec Sir Leslie Stephen, známý redaktor, literární kritik a zakladatel Dictionary of National Biography. Přestože otec podporoval její vzdělání, nikdy si s ním příliš nerozuměla, částečně i kvůli velkému věkovému rozdílu, který mezi nimi byl, a také proto, že v jejich rodině byla vždy puritánská výchova a po matčině smrti se z otce stal tyran. V roce 1906 zemřel bratr Toby, Virginia se znovu psychicky zhroutila a poprvé se také pokusila o sebevraždu.
Se sestrou se po otcově smrti přestěhovaly do Bloomsbury, kde se později začala scházet skupina intelektuálů a umělců. Do kruhu přátel patřili spisovatelé Lytton Strachey a Vita Sackville-Westová, historikové umění Roger Fry a Clive Bell s manželkou Vanessou, sestrou Woolfové, malíř Duncan Grant nebo ekonom John Maynard Keynes. Hovořilo se o tématech politických, filozofických, ale i o pacifismu nebo feminismu. Tato Bloomsbury Group a její názory ovlivnily i dílo Virginie Woolfové, které může být chápáno jako dialog s Bloomsbury a konkrétně s jejich sklonem k doktrinářskému racionalismu.
Byla lesbické orientace. I přesto se v roce 1912 provdala za Leonarda Woolfa, člena Bloomsbury Group, kritika a autora statí o ekonomice. Leonard podporoval její spisovatelskou dráhu i revoltu vůči patriarchálnímu pojetí rodinných vztahů a postojům generace pozitivistů a realistů. V roce 1917 Woolfovi koupili ruční tiskařský stroj a založili nakladatelství Hogarth Press, jež vydalo nejen některé knihy Virginie Woolfové, ale i jiná významná modernistická díla, včetně básní T. S. Eliota nebo překladu kompletního díla Sigmunda Freuda.
Ve dvacátých letech ji silně ovlivnil vztah se spisovatelkou Vitou Sackville-Westovou. Jejich vztah se všobecně považuje za romantický i sexuální, jak je vidno z korespondence, kterou si tyto dvě ženy vyměňovaly. I když byly obě spisovatelky provdané za muže, popsaly svůj vztah jako sapfický – termín odvozen od lesbické básnířky Sapfó. Jejich vztah inspiroval Woolfovou k napsání jednoho ze svých nejznámějších děl, románu Orlando, jejíž hlavní postava byla založena právě na Sackville-Westové.
Woolfová se zabývala rozborem vlastního chování, ovlivněného dětstvím, na základě psychoanalýzy Sigmunda Freuda. Několikrát byla hospitalizována v psychiatrické léčebně, ale ani přes snahu lékařů a trpělivost manžela nedokázala překonat své zhoršující se depresivní stavy. V roce 1941 přišla neobyčejně silná duševní krize, Virginia Woolfová trpěla hlubokými depresemi. Kolem zuřila druhá světová válka, a jelikož se s manželem (Židem) účastnili protifašistického odboje, tušila, co by ji čekalo, kdyby Velká Británie válku prohrála nebo kdyby byli zatčeni. Vzhledem k neúnosné situaci dne 28. března 1941 spáchala sebevraždu utopením v řece Ouse blízko svého venkovského domu v Rodmellu, ačkoli bitva o Británii skončila oficiálně již 31. října 1940.

## Dílo
Když bylo Virginii devět let, začala se svými sourozenci vydávat vlastní noviny Hyde Park Gate News, to vydrželo do jejích 13 let. Odmala si také všichni psali deník, jediná Virginia u psaní vydržela celý život. Do tohoto deníku „křičela“ to, o čem na veřejnosti musela mlčet, bylo to pro ni určitým osvobozením a také sebepoznáním a utvářením vlastní identity. Od roku 1915 až do své smrti si vedla i „spisovatelský deník“. V dnešní době patří k nejcennějším dílům tohoto typu v obrovské hodnotě.

### Romány
Její první román The Voyage Out (Plavba) vyšel po šestileté práci v roce 1915. Původní název zněl Melymbrosia, ale Virginia jej změnila poté, co jeho vlivem byl knize přičítán politický kontext. V roce 1919 vyšel druhý román Night and Day (Noc a den), jenž je svým pojetím, stejně jako předchozí dílo ještě románem tradičním. Děj se odehrává v Londýně, Woolfová zde srovnává životy dvou přítelkyň Katherine a Mary.
Ve 20. letech se ve Woolfové tvorbě začal prosazovat nový, poetičtější a subjektivnější styl, který jí umožnil vyjádřit myšlenky postav a orientovat romány mnohem intimněji a introspektivněji. Jacob's Room (Jákobův pokoj) byl vydán v roce 1922, vycházel ze života a smrti jejího bratra Tobyho a představuje přelomové dílo, kde již Woolfová našla svůj styl, ve kterém psala pozdější díla, která měla velmi významný vliv na vytvoření „moderní klasiky“ spolu s dalšími autory jako byl například James Joyce nebo Marcel Proust. Následovaly romány: Mrs. Dalloway (Paní Dallowayová) v roce 1925, To The Lighthouse (K majáku) v roce 1927 a The Waves (Vlny) v roce 1931. Tyto romány ji zařadily k nejvýraznějším a nejuznávanějším romanopiscům její generace. Cílem těchto prací bylo odhalení ženského nitra a zkušeností jako alternativy k dominujícímu mužskému pohledu na svět.
Zvláštní pozici zaujímá fantaskní román Orlando, vydaný v roce 1928, sledující osud hlavní(ho) hrdiny/hrdinky procházející(ho) různými dobami, od alžbětinského dvora až do roku 1928. Tento román napsala Woolfová na základě rozchodu se svou blízkou přítelkyní Vitou Sackville-Westovou, psaním se léčila a zaháněla depresivní stavy.

### Další
Virginia Woolfová byla také plodnou esejistkou, napsala přes 500 esejí do různých časopisů a sbírek. Tato její činnost začala v roce 1905 v Times Literary Supplement.
Ve dvacátých a třicátých letech napsala několik svazků kritických statí – v knize „Vlastní pokoj“ (1929), kterou poprvé představila při přednášce na univerzitě v Oxfordu, poukázala velmi důrazně na význam nezávislé ženské literární tradice. Zaměřuje se na popis sil, které bránily nebo naopak podporovaly ženy v možnosti vyjádřit se/ promluvit vlastním hlasem a nekopírovat tedy etablované mužské hlasy. V tomto směru oceňuje dílo zejména dvou autorek – Emily Brontë a Jane Austen, které dokázaly psát jako ženy. Za velmi podstatný prvek ženského psaní považuje mlčení, které poskytuje prostor pro přemýšlení a reflektuje hranice mezi sdělitelným, vypověditelným a nevypověditelným. Kromě tohoto ale reflektuje i problematiku zobrazování ženy jako literárního tématu. V celé eseji hovoří o institucích a tradicích mužských škol tónem výsměšné pokory a uctivosti, aby zesměšnila s nimi spojené patriarchální představy o autoritě a vzdělanosti.
V knize „Tři guineje“ (1938) se zabývala především problematikou feminismu a problémy, s nimiž se setkávají ženy-spisovatelky. Z této knihy pochází i známý citát: „ …Psaní ženy je vždycky ženské, nemůže jinak než být ženské, a přinejlepším je velmi ženské…“. Dlouho opomíjený a potlačovaný ženský přístup k psaní podle její slavné formulace vyžadoval „pět set liber ročně a vlastní pokoj“. Toto dílo patří k jedněm z nejvýznamnějších a skládá se ze tří esejí. Hlavními tématy jsou především vzdělání a jeho nerovnoměrná distribuce v závislosti na pohlaví. Woolfová kritizuje nemožnost vzdělání a seberealizaci žen mimo prostředí domácnosti, čímž pokládá základ i pro další feministky, které volaly po změnách podmínek. Problematizuje právě autoritativní situování žen do prostředí domácností skrze nátlak. Woolfová ale také upozorňuje na souvislost mezi nerovnoměrnou distribucí vzdělání a nerovnoměrnou distribucí prestiže a postavení.

### Význam
Virginia Woolfová patří k nejvýznamnějším modernistům 20. století, je považována za velkého inovátora v oblasti anglického jazyka a jeho užití v beletristickém díle. Ve svých dílech experimentovala s psychologickými motivy a různými možnostmi přerušovaného vyprávění a chronologie, soustředila se na emocionální stavy svých postav.
Woolfová bývá právem označovaná za autorku netradiční, či protitradiční a feministickou. Ve svých dílech se zaměřuje na ženskou každodennost, tedy popis „banálních“ faktů, jejichž význam ovšem zůstává společnosti skryt. Snaží se tedy o popis člověka viděného zevnitř, ne pouze na vnější stránku. Spisovatelka popisuje a kritizuje patriarchální poměry, genderově diferencovanou socializaci, stejně jako celkovou strukturu a psychickou náladu viktoriánské doby. Nastoluje na svoji dobu značně provokující téma, tedy vyloučení žen z kulturního, politického a ekonomického života.
Přínos Virginie Woolfové bychom měli bezesporu spatřovat v tom, jak nabourávala „zajeté koleje“ a jak pronikala genderovými stereotypy. Objevila se v odvětví, které bylo málo zastoupeno ženami; v literární tvorbě, kde navíc plnohodnotně konkurovala autorům mužům, čímž dodávala odvahu i dalším ženám spisovatelkám, aby nepsaly jen „do šuplíku“, ale aby na svoji tvorbu pohlížely sebevědomě a ukázaly ji světu. Navíc na tehdejší dobu neobvyklé působení ženy v tomto oboru, v podstatě vlastně v jakémkoliv oboru kromě starání se o chod domácnosti, začalo postupně ukazovat světu a především mužům, že i ženy mají co nabídnout, čím zaujmout a že je nutné brát je na vědomí.
Neopomenutelný je také její přínos v oblasti zrovnoprávňování žen s muži. Virginie Woolfová byla odvážnou spisovatelkou upozorňující na „nezdravé“ vytváření neopodstatněných rozdílů mezi muži a ženami, samozřejmě ve prospěch mužů. Soustředila se na problematiku ženy, „ženské pozice“, a na radikální kritiku patriarchální společnosti. Upozorňovala na zkostnatělost tradičního patriarchálního uspořádání rodiny a potažmo celé společnosti a výrazně tak posílila rozvoj feministického hnutí, prohloubila jeho argumentaci a stala se tváří vrcholné fáze první vlny feminizmu.
Pro Woolfovou byla otázka útlaku žen globálním problémem. Srovnávala tyranii patriarchálního státu s tyranií fašistického národního státu.